# 百雀羚
百雀羚（英語：Pechoin）是上海百雀羚日用化学有限公司（英語：Shanghai Pehchaolin Daily Chemical Co.,ltd）旗下的护肤品品牌，该公司总部位于上海，主要生产护肤品、香水等产品。百雀羚1931年创立于上海，是中国最早的国产护肤品品牌，也是中国最大且最知名的化妆品品牌之一。2013年，百雀羚护肤品成为中华人民共和国的“国礼”之一。

## 历史沿革

### 中华民国时期

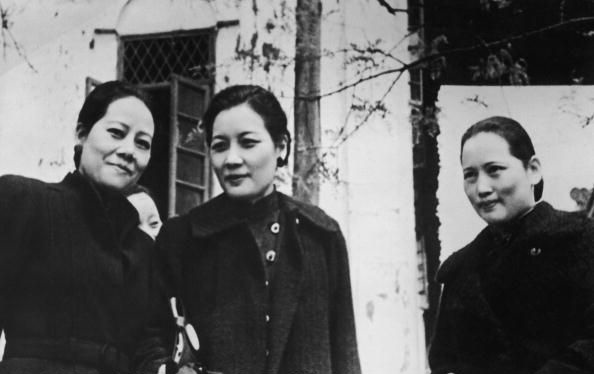
宋氏三姐妹（左起：宋霭龄、宋美龄、宋庆龄）是百雀羚早期的重要客户'。

1931年，顾植民先生创办了百雀羚公司的前身上海富贝康化妆品有限公司，随后推出了以“百雀羚”命名的护肤品品牌，该品牌成为中国最早的国产护肤品品牌。对于“百雀羚”的品牌名称，其中“百雀”意为“百鸟朝凤”，而“羚”又与上海话的“灵”谐音；与此同时还有另一种说法，即“百雀羚”是对屋檐下飞来飞去的普通小鸟的称呼，以此取名，显得亲民。
1937年，百雀羚推出了国内首创的香脂类护肤品，也就是之后著名的“百雀羚冷霜”，包装在百雀羚标志性的圆形蓝黄铁盒内。此后，百雀羚在各界社会名流中得到推崇，主要顾客包括宋氏三姐妹，以及当时知名女星的阮玲玉、周璇、胡蝶等。其中宋氏三姐妹还将百雀羚的产品推荐给英、德、法等国驻华使节的夫人。
1937-1945年间，百雀羚在抗日战争中并未受到过多冲击，而抗战胜利后，百雀羚逐渐取代德国的“妮维雅”，成为中国市场上的第一化妆品品牌。其产品甚至远销到东南亚各国。

### 中华人民共和国时期

#### 老牌大众护肤品
1949年，第二次国共内战后期，顾植民选择留在上海，并于同年8月加入了由上海市人民政府、解放军上海市军事管制委员会新成立的“上海市工商联筹委会”。1950年起，朝鲜战争爆发，顾植民向中国人民志愿军捐献百雀羚冷霜，以防止皮肤冻伤。与此同时，國民黨迁往台湾后，隨行的上海華興百貨負責人周至宏也在臺灣开始生產臺灣版的「百雀羚霜」，該產品此后由「皇家日用衛生品廠有限公司」製造。
1956年，社会主义改造期间，百雀羚的母公司上海富贝康化妆品有限公司更名为“公私合营富贝康日用化学工业公司”，成为一家公私合营的企业。同年，顾植民因心脏病突发逝世，其第三任太太罗伟贞以及儿子顾炯为开始负责公司事务，此后百雀羚产品体系增加至8大类、年产值已近千万。1962年，公司再次改名，成为“上海日用化学品二厂”。文化大革命期间（1966-1976年），工厂受到冲击，主要负责人受到迫害，顾炯为、罗伟贞被发配到车间当配置工、包装工。
1976年，顾炯为恢复了原来的职称和技术工作，直至改革开放后，日化二厂的产量恢复，1980年代“百雀羚”产品的年产量达4000万盒。其中，百雀羚于1978年还推出了新一代的“保”+“养”两种功能相结合的产品“凤凰”。然而，由于长期被定位在价格低廉的大众护肤品之列导致利润有限，再加上改革开放后国际知名化妆品品牌进入中国市场，1990年代百雀羚的母公司上海日用化学品二厂宣布破产，“百雀羚”品牌专利被一名香港商人以50万元的低价收购。

#### 企业改制及新兴发展
2000年，百雀羚改制，民营企业“上海百雀羚日用化学有限公司”成立。此后数年间，公司发展迅速，重塑了百雀羚品牌。2007-08年，百雀羚品牌获得“中国驰名商标”的称号。2013年，“中国第一夫人”彭丽媛在访问坦桑尼亚期间，将百雀羚护肤品作为“国礼”赠予坦方。百雀羚为此次出访定制了护肤礼盒，并且配以中国元素的包装。此事引起中国大陆网络热议，并引发了一场“国货热”。
2013-15年间，百雀羚企业的年均增长率高达56%，2015-17年为19%。2016年，百雀羚年销售额达到138亿元人民币，在中国国内护肤品市场中，百雀羚的市场占有率排名第四，位列巴黎欧莱雅、玉兰油等外资品牌之后。其中，2015年“双十一”当天，百雀羚天猫旗舰店作为美妆类唯一一个破亿的商家，以1.07亿元人民币的成交额位居美妆类榜首；2016、2017年双十一期间，百雀羚蝉联美妆类榜首。但此后，包括百雀羚在内的国产美妆品牌在双十一期间的销售表现呈下降趋势。
2019年，百雀羚年销售额达177亿元人民币，市场占有率进一步扩大。2020年，百雀羚与德国默克集团达成战略合作伙伴关系。

## 百雀羚产品

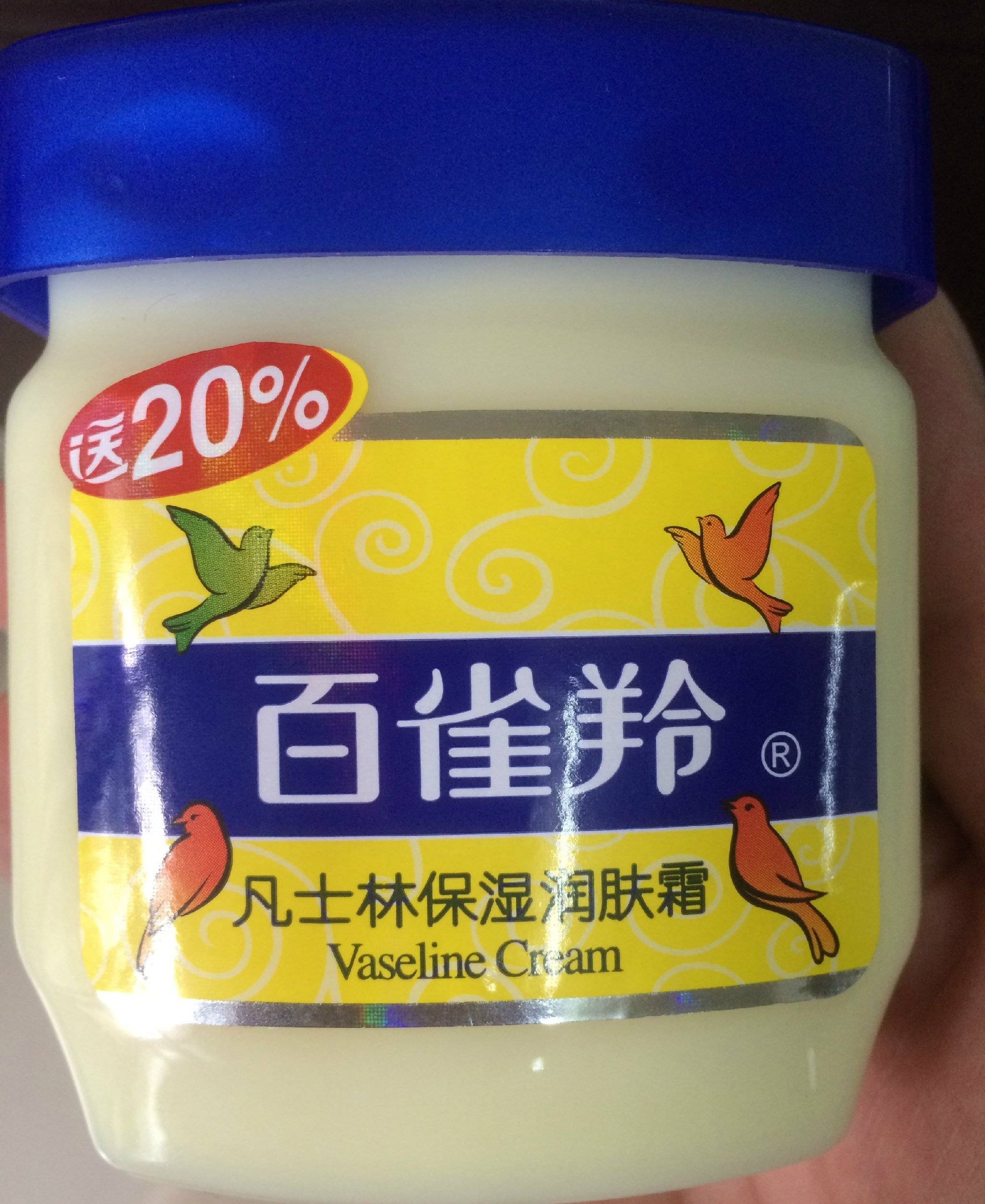
凡士林保湿润肤霜

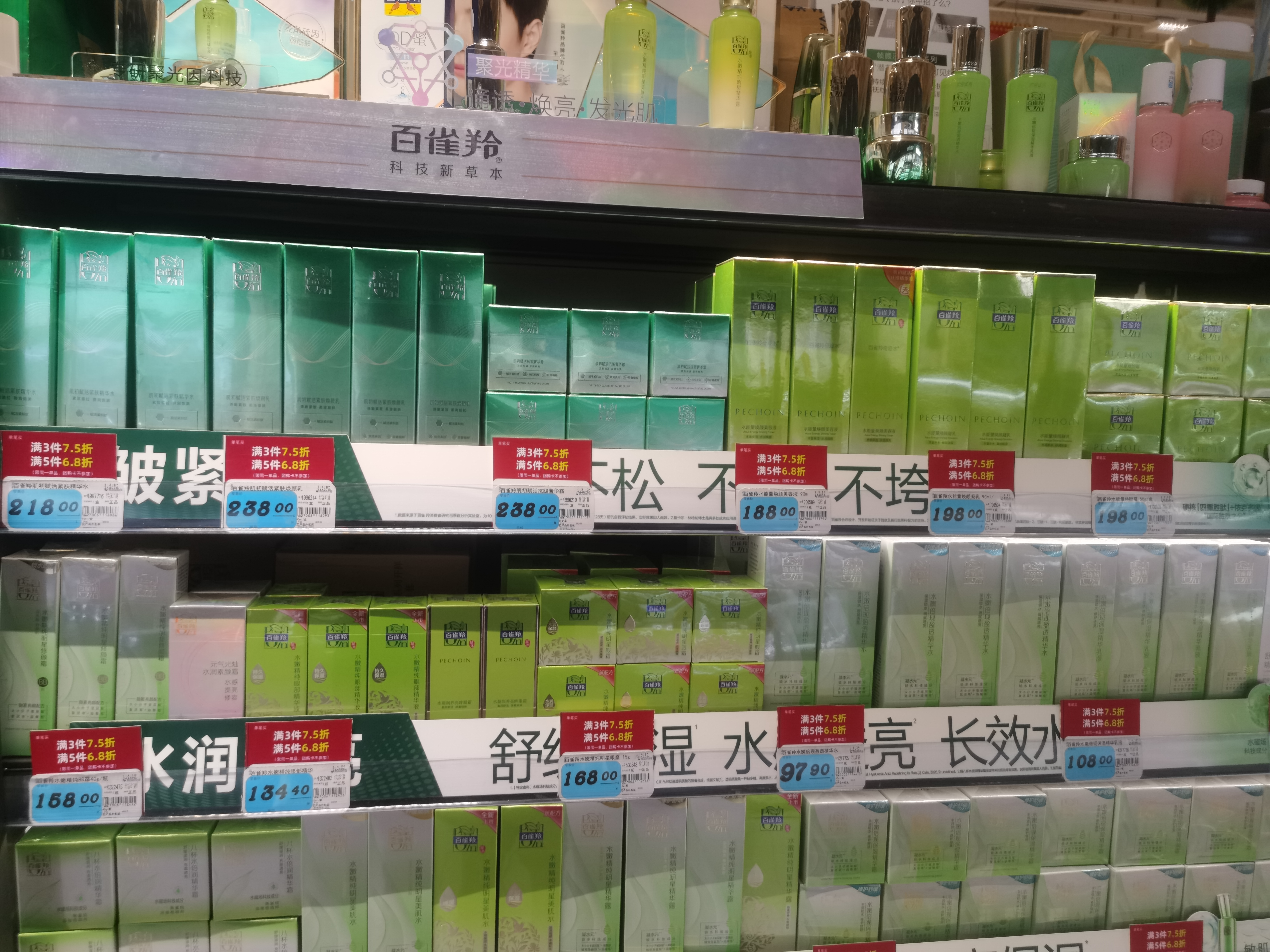
百雀羚护肤品

截止至2023年初，百雀羚品牌拥有百雀羚草本、三生花、气韵、海之秘、小雀幸、百雀羚男士、蓓丽等各大系列产品。其中包括凡士林保湿润肤霜、护肤脂等老牌护肤产品。

### 产品营销
2000年后，百雀羚品牌重塑，开始重视吸引年轻市场，并引入时尚元素。2011年，百雀羚广告投入约1.5亿元人民币，占营销总费用的30%。2014年，百雀羚广告投放费用为3.8亿元，2015年这一数据上升至6.8亿元，2016年投放费用在10亿元左右。2012-2015年，百雀羚连续四季特约赞助了《中国好声音》。2014年，百雀羚以1.65亿签约《快乐大本营》；2016年，百雀羚独家冠名赞助电视连续剧《幻城》。但也有分析认为，作为国货品牌，如何持续地吸引消费者是百雀羚面临的一大难题。

## 品牌代言人
百雀羚的品牌代言人（现今及之前）包括：
- 周杰伦[33][34]
- 王一博[33][34]
- 许光汉[35]
- ONER[36][37]
- 迪丽热巴[34][38]
- 周冬雨[34]
- 范冰冰[34]
- 李冰冰[34]
- 蔡依林[16][39]
- 白百何[40]
- 莫文蔚[34]

## 荣誉奖项
- 2007-08年，百雀羚品牌获得“中国驰名商标”的称号[19][20]。
- 2018年，在国际化妆品化学家学会联盟（IFSCC）第30届代表大会上，百雀羚科学家Alexandra Lan博士获得由东道主德国化妆品化学师协会（DGK）颁发的“科研创新金奖（Innovation Golden Award)”[20][41][42]。
- 2019年，国际化妆品化学家学会联盟将“2019年青年科学家大奖（2019 Maison G de Navarre Young Scientist Prize）”授予百雀羚科学家刘炎博士[43][44]。
- 2021年，国际化妆品化学家学会联盟将“2021年青年科学家大奖（2021 Maison G de Navarre Young Scientist Prize）”授予百雀羚科学家Zuo JinHui博士[43]。
- 2023年，国际评级公司Brand Finance发布2023年全球“最具价值的化妆品品牌”，其中百雀羚名列亚洲第一、全球第13[45]。此前，百雀羚位列2021年全球第15位[5][46]、2022年全球第14位[47][48]。